# Josef Bohuslav Foerster
Josef Bohuslav Foerster o Förster (Praga, 30 de diciembre de 1859-Nový Vestec, 29 de mayo de 1951) fue un compositor, pedagogo, musicólogo, profesor universitario, pianista y escritor checo. 

## Biografía
Estudió en el Conservatorio de Praga, donde más tarde fue profesor. Se inició en un estilo verista con sus dos primeras óperas: Debora (1893) y Eva (1899). Posteriormente fue autor de Jessika (1905), basada en El mercader de Venecia de Shakespeare, así como Nepřemožení (Los invencibles, 1919), Srdce (El corazón, 1923) y Bloud (El tontorrón, 1936).
Estuvo casado con la soprano Berta Foersterová-Lautererová.
En 1945 fue nombrado Artista Nacional.

## Obras
Óperas
- Debora (Praga, 1893);
- Eva (Praga, 1899);
- Jessika (Praga, 1905);
- Nepřemožení (Praga, 1919);
- Srdce (Praga, 1923);
- Bloud (Praga, 1936).

Otras composiciones
- Dos sinfonías;
- Meine Jugend; Frühling und Sehnsucht, poemas sinfónicos;
- Cyrano de Bergerac, suite;
- Inden Bergen, suite;
- Shakespeare, suite;
- Obertura dramática en do menor;
- Slawische Fantasie;
- Legendevom Gluck;
- Stabat Mater.

Compuso además himnos, cantatas, obras para piano, violín y violoncelo, cuartetos, tríos, coros y lieder.